# Peñaranda
Peñaranda é um município de  quarta classe de renda municipal (d) na província Nova Ecija, nas Filipinas. De acordo com o censo de 1 de maio  de  2020 possui uma população de 32 269 pessoas e 7 635 domicílios.